# Saison 2024 du Super Rugby Women's
Ne doit pas être confondu avec Saison 2024 de Super Rugby Aupiki.
Navigation
2023 2025
La saison 2024 du Super Rugby Women's est la septième édition de la compétition organisée par la fédération australienne de rugby à XV. Elle débute le 15 mars 2024 et la finale se joue le 28 avril 2024.

## Format
Les équipes disposent d'une pré-saison de trois semaines qui doit leur permettre de disputer des matchs amicaux. Le calendrier propose douze « double affiches » où les mêmes équipes masculines et féminines s'affrontent le même jour, dans le même stade.
Les équipes s'affrontent sur une rencontre simple et au terme des cinq journées, les quatre meilleures équipes disputent les demi-finales.
| Équipe           | Entraineur     | Ville     | Stade                               | Capacité     |
| ---------------- | -------------- | --------- | ----------------------------------- | ------------ |
| Brumbies         | Scott Fava     | Canberra  | Canberra Stadium Viking Park        | 25 011 7000  |
| Fijiana Drua     | Mosese Rauluni | Lautoka   | Churchill Park                      | 18 000       |
| Melbourne Rebels | Jason Rogers   | Melbourne | Rectangular Stadium                 | 29 500       |
| Queensland Reds  | Grant Anderson | Brisbane  | Suncorp Stadium Ballymore Stadium   | 52 500 8 000 |
| Waratahs         | Mike Ruthven   | Sydney    | Football Stadium Concord Oval       | 45 000 5 000 |
| Western Force    | Dylan Parsons  | Perth     | Rectangular Stadium UWA Sports Park | 20 500 4 000 |

## Classement et résultats

### Classement
| Rang | Club             | J | V | N | D | Bo | Bd | Pm  | Pe  | Diff | Pts |
| ---- | ---------------- | - | - | - | - | -- | -- | --- | --- | ---- | --- |
| 1    | Waratahs         | 5 | 5 | 0 | 0 | 4  | 0  | 224 | 88  | +136 | 24  |
| 2    | Fijiana Drua (T) | 5 | 3 | 0 | 2 | 1  | 0  | 113 | 129 | -16  | 13  |
| 3    | Western Force    | 5 | 3 | 0 | 2 | 1  | 0  | 124 | 126 | -2   | 13  |
| 4    | Brumbies         | 5 | 2 | 0 | 3 | 0  | 2  | 108 | 139 | -31  | 10  |
| 5    | Melbourne Rebels | 5 | 1 | 0 | 4 | 0  | 2  | 100 | 136 | -36  | 6   |
| 6    | Queensland Reds  | 5 | 1 | 0 | 4 | 0  | 0  | 85  | 136 | -51  | 4   |

|  | Qualifiés pour les demi-finales |

### 1rejournée
| 15 mars 2024 | Western Force bo | 36 - 12 | Melbourne Rebels                                                             | HBF Park, Perth Arbitre : Dominic Carlson |
| 15 mars 2024 | Essai(s) : 6 Wigley (11e), McGehan (27e, 48e), Hifo (38e), Hume (67e), Leaula (80e) Transformation(s) : 3 Wood (27e, 38e, 80e) |         | Essai(s) : 2 Skipper (40e+2), Nuku (43e) Transformation(s) : 1 Siataga (43e) | HBF Park, Perth Arbitre : Dominic Carlson |
| 15 mars 2024 | |         |                                                                              | HBF Park, Perth Arbitre : Dominic Carlson |

| 16 mars 2024 | Waratahs bo. | 45 - 10 | Brumbies | Allianz Stadium, Sydney Arbitre : Jessica Ling |
| 16 mars 2024 | Essai(s) : 7 Stewart (2e, 55e, 73e), Duck (12e, 40e), Friedrichs (60e), Bird (78e) Transformation(s) : 5 McKenzie (2e, 12e, 40e, 73e) Carton(s) jaune(s) : 1 |         | Essai(s) : Fuesaina (49e) Transformation(s) : Moleka (49e) Pénalité(s) : Moleka (32e) Carton(s) jaune(s) : 1 | Allianz Stadium, Sydney Arbitre : Jessica Ling |
| 16 mars 2024 | |         | | Allianz Stadium, Sydney Arbitre : Jessica Ling |

| 17 mars 2024 | Queensland Reds | 21 - 32 | Fijiana Drua bo | Ballymore Stadium, Brisbane Arbitre : Ella Goldsmith |
| 17 mars 2024 | Essai(s) : 3 Molloy (15e), de pénalité (57e), Sauaso (63e) Transformation(s) : 3 Cramer (15e, 63e), de pénalité (57e) Carton(s) jaune(s) : 1 |         | Essai(s) : 6 Tinanivalu (19e), Neivosa (36e, 77e), Va'aga (41e), Korovata (53e), Waisega (64e) Transformation(s) : 1 Tisolo (53e) Carton(s) jaune(s) : 1 | Ballymore Stadium, Brisbane Arbitre : Ella Goldsmith |
| 17 mars 2024 | |         | | Ballymore Stadium, Brisbane Arbitre : Ella Goldsmith |

### 2ejournée
| 22 mars 2024 | Brumbies                                                                                       | 24 - 22 | Melbourne Rebels bd                                                                       | GIO Stadium, Canberra Arbitre : Sarah Porter |
| 22 mars 2024 | Essai(s) : 4 Moleka (6e), Naden (36e, 61e), Palu (50e) Transformation(s) : 2 Moleka (50e, 61e) |         | Essai(s) : 4 Kawa (10e), Nuku (39e, 45e), Mayes (57e) Transformation(s) : 1 Siataga (45e) | GIO Stadium, Canberra Arbitre : Sarah Porter |
| 22 mars 2024 |                                                                                                |         |                                                                                           | GIO Stadium, Canberra Arbitre : Sarah Porter |

| 23 mars 2024 | Fijiana Drua                                                                                        | 21 - 62 | Waratahs bo | Churchill Park, Lautoka Arbitre : Ella Goldsmith |
| 23 mars 2024 | Essai(s) : 3 Milinia (18e), Matarugu (23e), Cumu (47e) Transformation(s) : 3 Tisolo (18e, 23e, 47e) |         | Essai(s) : 10 Stewart (2e, 16e), Leaney (6e), O'Gorman (31e), Merlo (45e), Miller (54e, 71e), Friedrichs (60e), Karpani (63e), Churchill (80e) Transformation(s) : 6 McKenzie (2e, 6e, 45e, 60e, 71e, 80e) | Churchill Park, Lautoka Arbitre : Ella Goldsmith |
| 23 mars 2024 | |         | | Churchill Park, Lautoka Arbitre : Ella Goldsmith |

| 23 mars 2024 | Western Force bo                                                                                                  | 24 - 14 | Queensland Reds | HBF Park, Perth Arbitre : Ben Jones |
| 23 mars 2024 | Essai(s) : 4 Kashiwagi (11e), Cline (26e), Malcolm Heke (58e), Ma'ake (69e) Transformation(s) : 2 Wood (11e, 26e) |         | Essai(s) : 2 Molloy (2e), Waight (66e) Transformation(s) : 2 Dallinger (2e), Cramer (67e) Carton(s) jaune(s) : 1 Patu (76e) | HBF Park, Perth Arbitre : Ben Jones |
| 23 mars 2024 | |         | | HBF Park, Perth Arbitre : Ben Jones |

### 3ejournée
| 29 mars 2024 | Waratahs bo | 38 - 17 | Melbourne Rebels | Allianz Stadium, Sydney Arbitre : Ella Goldsmith |
| 29 mars 2024 | Essai(s) : 6 Stewart (8e, 35e), Friedrichs (20e), Miller (23e, 47e), Robinson (79e) Transformation(s) : 4 McKenzie (20e, 35e, 47e, 79e) |         | Essai(s) : 2 Mamea (53e), Nuku (64e) Transformation(s) : 2 Siataga (53e), Freeman (64e) Pénalité(s) : 1 Siataga (12e) Carton(s) jaune(s) : 1 Minns (16e) | Allianz Stadium, Sydney Arbitre : Ella Goldsmith |
| 29 mars 2024 | |         | | Allianz Stadium, Sydney Arbitre : Ella Goldsmith |

| 30 mars 2024 | Fijiana Drua | 19 - 5 | Western Force                                                  | Churchill Park, Lautoka Arbitre : Sarah Porter |
| 30 mars 2024 | Essai(s) : 3 Waisega (12e), Milinia (32e), Cumu (49e) Transformation(s) : 2 Tisolo (32e, 49e) Carton(s) jaune(s) : 2 Matarugu (43e), Naisewa (44e) |        | Essai(s) : 1 Ebbage (44e) Carton(s) jaune(s) : 1 Leonard (61e) | Churchill Park, Lautoka Arbitre : Sarah Porter |
| 30 mars 2024 | |        |                                                                | Churchill Park, Lautoka Arbitre : Sarah Porter |

| 30 mars 2024 | Queensland Reds                                                                                                  | 14 - 31 | Brumbies bo | Suncorp Stadium, Brisbane Arbitre : Jessica Ling |
| 30 mars 2024 | Essai(s) : 2 Patu (37e), Kreis (78e) Transformation(s) : 2 Cramer (37e, 78e) Carton(s) jaune(s) : 1 Sauaso (41e) |         | Essai(s) : 5 Fuesaina (18e), McCalman (26e, 32e), Palu (43e), Tuinakauvadra (66e) Transformation(s) : 3 Moleka (18e, 43e, 66e) | Suncorp Stadium, Brisbane Arbitre : Jessica Ling |
| 30 mars 2024 | |         | | Suncorp Stadium, Brisbane Arbitre : Jessica Ling |

### 4ejournée
| 5 avril 2024 | Melbourne Rebels bd                                                                                   | 15 - 17 | Queensland Reds | AAMI Park, Melbourne |
| 5 avril 2024 | Essai(s) : 2 Nuku (44e), Kawa (54e) Transformation(s) : 1 Siataga (44e) Pénalité(s) : 1 Siataga (69e) |         | Essai(s) : 2 Sauaso (8e, 19e) Transformation(s) : 2 Cramer (8e, 19e) Pénalité(s) : 1 Cramer (58e) Carton(s) jaune(s) : 1 Kareta (67e) | AAMI Park, Melbourne |
| 5 avril 2024 | |         | | AAMI Park, Melbourne |

| 6 avril 2024 | Western Force | 21 - 45 | Waratahs bo | McGillivray Oval, Perth |
| 6 avril 2024 | Essai(s) : 2 Leonard (74e), Nona (80e+2) Transformation(s) : 1 Ledington (80e+3) Pénalité(s) : 3 Wood (20e, 25e, 30e) |         | Essai(s) : 7 Nathan (3e, 38e), Halse (16e), Merlo (33e, 50e), Morgan (44e), Stewart (62e) Transformation(s) : 5 McKenzie (3e, 33e, 44e, 50e, 62e) Carton(s) jaune(s) : 2 Anderson (74e), Lafai (78e) | McGillivray Oval, Perth |
| 6 avril 2024 | |         | | McGillivray Oval, Perth |

| 6 avril 2024 | Brumbies                                                    | 7 - 20 | Fijiana Drua | GIO Stadium, Canberra |
| 6 avril 2024 | Essai(s) : 1 Naden (24e) Transformation(s) : 1 Moleka (24e) |        | Essai(s) : 2 Waisega (13e), Ralivanawa (53e) Transformation(s) : 2 Tisolo (13e, 53e) Pénalité(s) : 2 Tisolo (35e, 71e) | GIO Stadium, Canberra |
| 6 avril 2024 |                                                             |        | | GIO Stadium, Canberra |

### 5ejournée
| 12 avril 2024 | Waratahs | 34 - 19 (17 - 7) | Queensland Reds                                                                              | Allianz Stadium, Sydney |
| 12 avril 2024 | Essai(s) : 5 Lafai (5e), Halse (8e), Miller (43e), Stewart (59e), Barker (79e) Transformation(s) : 3 McKenzie (5e, 8e), Miller (79e) Pénalité(s) : 1 McKenzie (40e) | Rapport          | Essai(s) : 3 Molloy (34e), Jacoby (64e), Smith (73e) Transformation(s) : 2 Cramer (35e, 65e) | Allianz Stadium, Sydney |
| 12 avril 2024 | | Rapport          |                                                                                              | Allianz Stadium, Sydney |

| 13 avril 2024 | Brumbies bd | 36 - 38 (24 - 17) | Western Force | Viking Park, Canberra Arbitre : Tyler Miller |
| 13 avril 2024 | Essai(s) : 5 Naden (23e, 29e, 62e), Fuesaina (38e), Bishop (77e) Transformation(s) : 4 Moleka (23e, 29e, 38e, 77e) Pénalité(s) : 1 Moleka (20e) Carton(s) jaune(s) : 1 Lomani (57e) | Rapport           | Essai(s) : 6 Malcolm Heke (2e, 12e), Teki-Joyce (15e), Cline (54e, 65e), Ngauamo (57e) Transformation(s) : 4 Wood (13e, 56e, 58e, 66e) Carton(s) jaune(s) : 1 Ngauamo (20e) | Viking Park, Canberra Arbitre : Tyler Miller |
| 13 avril 2024 | | Rapport           | | Viking Park, Canberra Arbitre : Tyler Miller |

| 13 avril 2024 | Melbourne Rebels | 34 - 21 | Fijiana Drua                                                                                     | AAMI Park, Melbourne |
| 13 avril 2024 | Essai(s) : 4 Kohika-Skipper (17e), Marsters (43e, 78e), Sauto (53e) Transformation(s) : 4 Siataga (18e, 44e, 54e), Freeman (78e) Pénalité(s) : 2 Siataga (7e, 40e) | Rapport | Essai(s) : 3 Buna (4e, 70e), Matarugu (37e) Transformation(s) : 3 Kinita (3e, 37e), Tisolo (71e) | AAMI Park, Melbourne |
| 13 avril 2024 | | Rapport |                                                                                                  | AAMI Park, Melbourne |

### Phase finale
|  | Demi-finales          | Demi-finales        |              |    | Finale                  | Finale                  |
|  | Demi-finales          | Demi-finales        |              |    | Finale                  | Finale                  |
|  |                       |                     |              |    |                         |                         |
|  | 19 avril 2024, Suva   | 19 avril 2024, Suva |              |    | 27 avril 2024, Brisbane | 27 avril 2024, Brisbane |
|  | 19 avril 2024, Suva   | 19 avril 2024, Suva |              |    | 27 avril 2024, Brisbane | 27 avril 2024, Brisbane |
|  | Fijiana Drua          | 25                  |              |    | 27 avril 2024, Brisbane | 27 avril 2024, Brisbane |
|  | Fijiana Drua          | 25                  |              |    | 27 avril 2024, Brisbane | 27 avril 2024, Brisbane |
|  | Western Force         | 14                  |              |    | 27 avril 2024, Brisbane | 27 avril 2024, Brisbane |
|  | Western Force         | 14                  | Fijiana Drua | 14 |                         |                         |
|  | 19 avril 2024, Sydney |                     | Fijiana Drua | 14 |                         |                         |
|  |                       | Waratahs            | 50           |    |                         |                         |
|  | Waratahs              | Waratahs            | 50           | 47 |                         |                         |
|  | Waratahs              |                     |              | 47 |                         |                         |
|  | Brumbies              | 27                  |              |    |                         |                         |
|  | Brumbies              | 27                  |              |    |                         |                         |

| 19 avril 2024 | Fijiana Drua | 25 - 14 (10 - 11) | Western Force                                                  | HFC Bank Stadium, Suva Arbitre : Harry Fenton |
| 19 avril 2024 | Essai(s) : 4 Buna (20e, 46e, 80e), Korovata (40e) Transformation(s) : 1 Kinita (80e) Pénalité(s) : 1 Rokouono (67e) Carton(s) jaune(s) : 1 Korovata (12e) | Rapport           | Essai(s) : 1 Ma'ake (28e) Pénalité(s) : 3 Wood (12e, 24e, 45e) | HFC Bank Stadium, Suva Arbitre : Harry Fenton |
| 19 avril 2024 | | Rapport           |                                                                | HFC Bank Stadium, Suva Arbitre : Harry Fenton |

| 19 avril 2024 | Waratahs | 47 - 27 (28 - 10) | Brumbies | Allianz Stadium, Sydney Arbitre : Jessica Ling |
| 19 avril 2024 | Essai(s) : 7 Stewart (2e, 63e), Friedrichs (13e), Miller (17e, 26e, 57e), Volkman (78e) Transformation(s) : 6 McKenzie (3e, 15e, 18e, 27e, 58e, 79e) | Rapport           | Essai(s) : 4 Dawa (8e), Holland (30e), Fuesaina (46e), Sikimeti (68e) Transformation(s) : 2 Moleka (47e, 69e) Pénalité(s) : 1 Moleka (42e) | Allianz Stadium, Sydney Arbitre : Jessica Ling |
| 19 avril 2024 | | Rapport           | | Allianz Stadium, Sydney Arbitre : Jessica Ling |

#### Finale
| 28 avril 2024 | Waratahs | 50 - 14 (17 - 7) | Fijiana Drua | Ballymore Field 1, Brisbane Arbitre : Jess Ling |
| 28 avril 2024 | Essai(s) : 8 Miller (11e, 23e, 51e), Stewart (14e, 55e), de pénalité (50e), Friedrichs (68e), Lafai (72e) Transformation(s) : 5 McKenzie (25e, 52e, 69e, 72e), de pénalité (50e) Carton(s) jaune(s) : 1 Miller (30e) | Rapport          | Essai(s) : 2 de pénalité (30e), Naisewa (42e) Transformation(s) : 2 de pénalité (30e) Rokouono (43e) Carton(s) jaune(s) : 4 Milinia (50e), Ravutia (53e), Serevi (71e) Carton(s) rouge(s) : 1 Ravutia (77e) | Ballymore Field 1, Brisbane Arbitre : Jess Ling |
| 28 avril 2024 | | Rapport          | | Ballymore Field 1, Brisbane Arbitre : Jess Ling |

| Waratahs Titulaires Caitlyn Halse 15 Maya Stewart 14 Georgina Friedrichs 13 Katrina Barker 12 Desiree Miller 11 Arabella McKenzie 10 Layne Morgan 9 Piper Duck 8 Skye Churchill 7 Leilani Nathan 6 Atasi Lafai 5 Kaitlan Leaney 4 Bridie O'Gorman 3 Brittany Merlo 2 Brianna Hoy 1 Remplaçants Siusiuosalafai Volkman 16 Emily Robinson 17 Asoiva Karpani 18 Annabelle Codey 19 Sera Naiqama 20 Tatum Bird 21 Waiaria Ellis 22 Jade Sheridan 23 Entraîneur Michael Ruthven |  |  |  | Fijiana Drua Titulaires 15 Atelaite Buna 14 Merewairita Neivosa 13 Vani Arei 12 Merewalesi Rokouono 11 Adita Milinia 10 Jeniffer Ravutia 9 Setaita Railumu 8 Karalaini Naisewa 7 Sulita Waisega 6 Nunia Daunimoala 5 Asinate Serevi 4 Jade Coates 3 Bitila Tawake (en) 2 Keleni Marawa 1 Salanieta Nabuli Remplaçants 16 Litia Marama 17 Loraini Senivutu 18 Tiana Robanakadavu 19 Mereoni Nakesa 20 Fulori Rotagavira 21 Evivi Senikarivi 22 Salanieta Kinita 23 Repeka Tove Entraîneur Mosese Rauluni |

## Effectifs
| Entraîneur | Scott Fava |
| Avants     | Allana Sikimeti • Benita Ese Sale • Hannah Stewart • Sally Fuesaina • Iris Verebalavu • Erika Maslen • Tania Naden • Ashley Fernandez • Jaimie Studdy • Jess Grant • Kate Holland • Lily Bone • Neomai Vunga • Katalina Amosa • Chioma Enyi • Loretta Mailangi • Lydia Kavoa • Siokapesi Palu () • Tabua Tuinakauvadra |
| Arrières   | Bonnie Brewer • Jasmin Huriwai • Becka Marsters • Faitala Moleka • Harmony Ioane • Jemima McCalman • Kayla Sauvao • Martha Fua • Anastasia Martin • Joanne Butler • Ashlea Bishop • Biola Dawa • Kolora Lomani (en) • Kyah Little • Gabrielle Petersen                                                                 |

| Entraîneur | Mosese Rauluni |
| Avants     | Anasimeci Korovata • Salanieta Nabuli • Loraini Seiniloli • Mereoni Vonosere • Tiana Robanakadavu • Siteri Rasolea • Litia Marama • Keleni Marawa • Vika Matarugu • Una Lalabalavu • Mereoni Nakesa • Jade Coates • Asinate Serevi • Nunia Uluikadavu • Merevesi Ofakimalino • Fulori Nabura • Sulita Waisega • Merewai Nasilasila • Karalaini Naisewa () |
| Arrières   | Noelani Baselala • Setaita Railumu • Evivi Senikarivi • Merewalesi Rokouono • Salanieta Kinita • Jeniffer Ravutia • Merewai Cumu • Litiana Lawedrau • Merewairita Neivosa • Vani Arei • Adita Milinia • Iva Sauira • Atelaite Buna • Repeka Aditove • Luisa Tisolo                                                                                        |

| Entraîneur | Jason Rogers |
| Avants     | Laiema Bosenavulagi • Ana Mamea • Hayley Glass • Jiowana Sauto • Paula Ioane • Jayme Nuku • Ashley Marsters () • Mary Tua'ana • Easter Savelio • Tiarah Minns • Fapiola Uoifaleahi • Laetitia Bobo • Mel Kawa () • Sui Tauaua-Pauaraisa (en) • Hollie Twidale • Sydney Niupulusu • Grace Hamilton |
| Arrières   | Lucy Brown • Cassie Siataga • Sarah Hogan • Crystal Mayes • Harmony Vatau • Grace Freeman • Georgia Fowler • Tasmin Barber • Halley Derera • Tyra Boysen-Auimatagi • Mia-Rae Clifford • Chanelle Kohika-Skipper • Teuila Pritchard • Millicent Scutt                                              |

| Entraîneur | Grant Anderson |
| Avants     | Charli Jacoby • Janita Kareta • Madison Schuck • Liz Patu • Maletina Brown • Theresa Soloai • Tiarna Molloy • Isabelle Robinson • Deni Ross • Aleena Greenhalgh • Doreen Narokete • Jemma Bemrose • Carola Kreis • Lucy Thorpe • Haidee Head • Grace Baker • April Ngatupuna |
| Arrières   | Sarah Dougherty • Natalie Wright • Carys Dallinger • Ava Wereta • Cecilia Smith () • Shalom Sauaso • Alana Elisaia • Mercedez Taulelei-Siala • Briana Dascombe • Ivania Wong • Caitlin Urwin • Dianne Waight • Lori Cramer • Ashlee Knight • Melanie Wilks                   |

| Entraîneur | Michael Ruthven |
| Avants     | Brianna Hoy • Bridie O'Gorman • Emily Robinson • Asoiva Karpani • Georgia Chapple • Suisuiosalafai Volkman • Adiana Talakai • Brittany Merlo • Millie Parker • Annabelle Codey • Atasi Lafai • Hollie Cameron • Kaitlan Leaney • Sera Naiqama • Emily Chancellor • Leilani Nathan • Piper Duck () • Skye Churchill |
| Arrières   | Layne Morgan • Martha Harvey • Tatum Bird • Arabella McKenzie • Waiaria Ellis (en) • Georgina Friedrichs • Katrina Barker • Jade Sheridan • Rosie Ferguson • Caitlyn Halse • Desiree Miller • Jacinta Windsor • Maya Stewart                                                                                       |

| Entraîneur | Dylan Parsons |
| Avants     | Natsuki Kashiwagi • Hinata Komaki • Alapeta Ngauamo • Hannah Palelei • Harono Te Iringa • Braxton Walker • Sara Cline • Hera-Barb Malcolm Heke • Rosie Ebbage • Michaela Leonard • Libya Teepa • Alanis Toia • Emilya Byrne • Tamika Jones • Keira MacAskill • Anneka Stephens • Pia Tapsell • Brooklyn Teki-Joyce • Seneti Kilisimasi |
| Arrières   | Kendra Fell • Saelua Leaula • Samantha Wood • Nicole Ledington • Renae Nona • Trilleen Pomare () • Zoe Gillard • Haylee Hifo • Rosie McGehan • Ariana Ruru-Hinaki • Dallys Tini • Numi Tupaea • Siutiti Ma'ake • Sheree Hume • Aiysha Wigley                                                                                           |